# Cláudia de Campos
Cláudia de Campos (Sines, 28 de enero de 1859 - Lisboa, 30 de diciembre de 1916) fue una poetisa, ensayista, intelectual y feminista portuguesa. Fue miembro de la Junta de la Sección Feminista de la Liga Portuguesa da Paz y miembro del Comité Portugués de La Ligue et le Désarmément par les Femmes. 
Firmaba como Colette y Carmen Silva.

## Biografía
Cláudia de Campos era hija de María Augusta da Palma de Campos y Francisco António de Campos. Nació en Sines el 28 de enero de 1859. Su abuelo Jacinto da Palma fue Guardia Sanitario del Puerto de Sines. En 1875 se casó con Joaquim d'Ornelas e Matos. Después de 13 años, en 1888, se separó legalmente. De esta relación nacieron dos hijos.
Se relacionó con la más alta sociedad lisboeta de la época, asistiendo a la Academia de las Ciencias de Lisboa y a los Salones Literarios del Casino. Se formó con José Maria Eça de Queirós, Antero de Quental, Alexandre Herculano y Castilho.
Se especializó en Estudios Ingleses en el Colégio de Mrs Kutle. Se interesó por los estudios franceses, alemanes e ingleses, y hablaba con fluidez francés y portugués. Además de escritora, fue una intelectual innovadora, ensayista de la condición de la mujer.
Escribió un "Ensayo sobre psicología femenina", en el que analizó a Charlotte Brontë, a la condesa de Lafayette, a la baronesa de Staël-Holstein y a Josefina de Neuville, reina de Rumanía. También estudió a Edward Thomas, Gibson y Masefield entre otros. Escribió un manuscrito titulado "Shelley", sobre el poeta romántico Percey B. Shelley, amigo de Lord Byron.
De Campos falleció el 30 de diciembre de 1916, en la parroquia de Camões, Lisboa, víctima de un colapso a los 56 años.

## Obra
- Rindo: contos, Lisboa, Of. Tip. da Empresa Lit. de Lisboa, 1892
- Último amor, Lisboa, Gomes, 1894
- Mulheres. Ensaios de psicologia feminina, Lisboa,Gomes 1895.

- Elle: com o retraco da autora, Lisboa, Livr. Edit. Tavares Cardoso  1899
- A baroneza Stael e o duque de Palmella, Lisboa,1901
- Elle Sines, Câmara Municipal de Sines, 1997

### Colaboración en publicaciones periódicas
- A Leitura (1894-1896)
- A Sociedade do Futuro (1902-1904)
- "Shelley" Jornal da Mulher
- "A esphinge (excerto)" Almanaque das Senhoras Portuguesas e Brasileiras para 1898, Lisboa, Tipografia de Sousa Filho, 1897, p. 275.
- India (número único), Lisboa, Tipografia da Companhia Nacional Editora, Largo do Conde Barão, 1898.
- "Nuvens" O Século, suplemento de Natal, Lisboa, 1898, pp. 3-5

### Traducción
- "Portugal visto por un extranjero. Edgar Prestage" Future Society, n.º 14, 1 de diciembre de 1902